# Champ proche et champ lointain
Cet article concerne un concept électromagnétique. Pour les mathématiques, voir en:Near-field (mathematics).

Ordre des régions de diffraction de Fraunhofer (intérieure, champ proche réactif (non-radiant)) et de diffraction de Fresnel (extérieure, champ proche radiant), par rapport au champ lointain.

Le champ proche et le champ lointain sont des régions du champ électromagnétique (EM) autour d'un objet, tel qu'une antenne émettrice, ou le résultat de la diffusion du rayonnement d'un objet. Les comportements non radiants du champ proche dominent à proximité de l'antenne ou du diffuseur, tandis que les comportements de champ lointain du rayonnement électromagnétique prédominent à de plus grandes distances.
Les intensités des champs  E (électrique) et B (magnétique) du rayonnement en champ lointain diminuent à mesure que la distance par rapport à la source augmente (selon une loi inversement proportionnelle), ce qui se traduit par une loi en carré inverse de la distance pour le niveau de puissance du rayonnement électromagnétique dans le signal transmis. En revanche, les intensités E et B du champ proche diminuent plus rapidement avec la distance : le champ rayonné diminue selon la loi de l'inverse du carré, le champ réactif selon la loi de l'inverse du cube, ce qui se traduit par une diminution de la puissance des parties du champ électrique selon la loi de l'inverse de la puissance quatre et de la puissance six, respectivement. La chute rapide de la puissance contenue dans le champ proche garantit que les effets dus au champ proche disparaissent essentiellement à quelques longueurs d'onde de la partie rayonnante de l'antenne et, inversement, qu'à des distances d'une petite fraction de longueur d'onde de l'antenne, les effets du champ proche écrasent le champ lointain rayonnant.

## Résumé des régions et de leurs interactions

Champ proche : Ce schéma dipolaire montre un champ magnétique B en rouge. L'énergie potentielle stockée momentanément dans ce champ magnétique est une indication du champ proche réactif.

Champ lointain: Le diagramme de rayonnement peut s'étendre au champ lointain, où l'énergie réactive stockée n'a pas de présence significative.

Dans une antenne fonctionnant normalement, les charges positives et négatives n'ont aucun moyen de quitter la surface métallique et sont séparées les unes des autres par la tension du "signal" d'excitation (un émetteur ou un autre potentiel d'excitation électromagnétique). Cela génère un dipôle électrique oscillant (ou inversé), qui affecte à la fois le champ proche et le champ lointain.
La limite entre les régions de "champ proche" et de "champ lointain" n'est que vaguement définie et dépend de la longueur d'onde dominante (λ) émise par la source et de la taille de l'élément rayonnant.

### Champ proche
Le champ proche désigne les endroits proches des conducteurs de l'antenne, ou à l'intérieur de tout milieu polarisable qui l'entoure, où la génération et l'émission d'ondes électromagnétiques peuvent être perturbées alors que les lignes de champ restent électriquement attachées à l'antenne, d'où l'absorption du rayonnement dans le champ proche par des objets conducteurs adjacents qui affecte de manière détectable la charge sur le générateur de signal (l'émetteur). Les champs électriques et magnétiques peuvent exister indépendamment l'un de l'autre dans le champ proche, et un type de champ peut être disproportionné par rapport à l'autre, dans différentes sous-régions.
Un exemple facile à observer d'un effet de champ proche est la modification des niveaux de bruit captés par un ensemble d'antennes dipolaires télescopiques pour la réception TV intérieure lorsqu'une partie du corps humain est déplacée à proximité des brins télescopiques conducteurs. De même, la qualité du son d'un poste de radio FM réglée sur une station éloignée change lorsqu'une personne se promène dans la zone située à une longueur de bras de l'antenne.
Le champ proche est régi par des champs de type multipolaire (en), qui peuvent être considérés comme des collections de dipôles ayant une relation de phase fixe. L'objectif général des antennes conventionnelles est de communiquer sans fil sur de longues distances, principalement dans leurs champs lointains donc, pour les calculs de rayonnement et de réception pour de nombreuses antennes simples, la plupart des effets complexes dans le champ proche peuvent être commodément ignorés.

#### Champ proche réactif
L'interaction avec le milieu (par exemple, la capacité du corps) peut provoquer une déviation de l'énergie vers la source qui alimente l'antenne, comme c'est le cas dans le champ proche "réactif". Cette zone se situe approximativement à 1/6 d'une longueur d'onde de la surface de l'antenne la plus proche.
Le champ proche a suscité un intérêt croissant, notamment dans le cadre du développement des technologies de détection capacitive (en), telles que celles utilisées dans les écrans tactiles des téléphones intelligents et des ordinateurs tablettes. Bien que le champ lointain soit la région habituelle de fonctionnement des antennes, il existe certains dispositifs appelés "antennes" mais spécialisés dans la communication en champ proche. L'induction électromagnétique telle qu'elle est observée dans un transformateur peut être considérée comme un exemple très simple de ce type d'interaction électromagnétique en champ proche.
Par exemple, les bobines d'émission et de réception pour l'identification par RFID, et les bobines d'émission pour le chargement sans fil (en) et le chauffage par induction ; toutefois, leur classification technique en tant qu'"antennes" est controversée.

#### Champ proche radiant
L'interaction avec le milieu peut ne pas renvoyer l'énergie à la source, mais provoquer une distorsion de l'onde électromagnétique qui s'écarte considérablement de celle observée dans l'espace libre, ce qui indique la région du champ proche "radiant", qui est un peu plus éloignée. Des éléments réfléchissants passifs peuvent être placés dans cette zone dans le but de former un faisceau, comme dans le cas de l'antenne Yagi. Il est également possible de combiner plusieurs éléments actifs pour former un réseau d'antennes, la forme du lobe dépendant de la distance entre les éléments et de la mise en phase de l'excitation.

### Zone de transition
Une autre région intermédiaire, appelée "zone de transition", est définie sur une base quelque peu différente, à savoir la géométrie de l'antenne et la longueur d'onde d'excitation. Elle se situe à environ une longueur d'onde de l'antenne, et c'est là que les parties électriques et magnétiques des ondes rayonnées s'équilibrent pour la première fois : Le champ électrique d'une antenne linéaire gagne son champ magnétique correspondant, et le champ magnétique d'une antenne cadre (antenne en anneau) gagne son champ électrique. Ce point peut être considéré soit comme la partie la plus éloignée du champ proche, soit comme la partie la plus proche du champ lointain. C'est à partir de ce point que l'onde électromagnétique se propage d'elle-même. Les portions de champ électrique et magnétique de l'onde sont proportionnelles l'une à l'autre selon un rapport défini par l'impédance caractéristique du milieu dans lequel l'onde se propage.

### Champ lointain
En revanche, le champ lointain est la région dans laquelle le champ s'est transformé en rayonnement électromagnétique "normal". Dans cette région, il est dominé par des champs électriques ou des champs magnétiques transversaux présentant des caractéristiques de dipôle électrique.
Dans la région de champ lointain d'une antenne, la puissance rayonnée diminue comme le carré de la distance, et l'absorption du rayonnement n'est pas renvoyée à l'émetteur.
Dans la région du champ lointain, chacune des parties électriques et magnétiques du champ électromagnétique est "produite par" (ou associée à) un changement dans l'autre partie, et le rapport des intensités des champs électriques et magnétiques est simplement l'impédance d'onde dans le milieu.
Également connu sous le nom de "zone de rayonnement", le champ lointain porte un modèle d'onde relativement uniforme. La zone de rayonnement est importante car l'amplitude des champs lointains diminue généralement de {\displaystyle {\tfrac {1}{r}}\ .} Cela signifie que l'énergie totale par unité de surface à une distance r est proportionnelle à {\displaystyle {\tfrac {1}{r^{2}}}\ .} La surface de la sphère est proportionnelle à {\displaystyle r^{2}}, de sorte que l'énergie totale traversant la sphère est constante. Cela signifie que l'énergie du champ lointain s'échappe en fait à une distance infinie (elle "rayonne").

## Définitions
La séparation des champs électriques et magnétiques en composantes est mathématique, plutôt que clairement physique, et est basée sur les taux relatifs auxquels l'amplitude des différents termes des équations des champs électriques et magnétiques diminue à mesure que la distance de l'élément rayonnant augmente. Les amplitudes des composantes du champ lointain diminuent comme {\displaystyle 1/r}, les amplitudes du champ proche "radiant" diminuent comme {\displaystyle 1/r^{2}}, et les amplitudes du champ proche "réactif" diminuent comme {\displaystyle 1/r^{3}}. Il ne faut pas confondre la chute de l'amplitude avec la chute de la puissance ; la chute de la puissance est égale au carré de l'amplitude. Les définitions des "régions" tentent de caractériser les endroits où l'activité des "composantes" du champ associé est la plus forte. D'un point de vue mathématique, la distinction entre les "composantes du champ" est très claire, mais la délimitation des "régions du champ" dans l'espace est subjective. Toutes les composantes du champ se chevauchent partout, de sorte que, par exemple, il y a toujours des composantes importantes de champ lointain et de champ proche radiant dans la région réactive de champ proche la plus proche.
Les régions définies ci-dessous catégorisent les comportements de champ qui sont variables, même à l'intérieur de la région d'intérêt. Ainsi, les limites de ces régions sont des règles empiriques approximatives, car il n'y a pas de coupures précises entre elles : tous les changements de comportement en fonction de la distance sont des changements lisses. Même lorsque des limites précises peuvent être définies dans certains cas, principalement en fonction du type et de la taille de l'antenne, les experts peuvent différer dans leur utilisation de la nomenclature pour décrire les régions. En raison de ces nuances, il convient d'être particulièrement prudent lors de l'interprétation de la littérature technique qui traite des régions de champ lointain et de champ proche.
Le terme "région de champ proche" (également appelé "champ proche" ou "zone proche") a les significations suivantes en ce qui concerne les différentes technologies de télécommunications :
- La région proche d'une antenne où la distribution angulaire du champ dépend de la distance par rapport à l'antenne.
- Dans l'étude de la diffraction et de la conception des antennes, le champ proche est la partie du champ rayonné qui se trouve en dessous des distances inférieures à la distance de Fraunhofer (en)[1], qui est donnée par {\displaystyle d_{\text{F}}={\frac {2D^{2}}{\lambda }}} à partir de la source du bord diffractant ou de l'antenne de longitude ou de diamètre D.
- En communications par fibre optique, la région proche d'une source ou d'une ouverture qui est plus proche que la longueur de Rayleigh (en supposant un faisceau gaussien, ce qui est approprié pour les fibres optiques).

### Régions en fonction de la longueur électromagnétique
La pratique la plus commode consiste à définir la taille des régions ou des zones en termes de nombres fixes (fractions) de longueurs d'onde éloignées du centre de la partie rayonnante de l'antenne, étant entendu que les valeurs choisies ne sont qu'approximatives et qu'elles seront quelque peu inappropriées pour différentes antennes dans différents environnements. Le choix des nombres de coupure est basé sur les forces relatives des amplitudes des composantes du champ généralement observées dans la pratique courante.

#### Antennes électromagnétiquement courtes

Les régions de champ pour les antennes dont la longueur d'onde est égale ou inférieure à la moitié de la longueur d'onde du rayonnement qu'elles émettent, comme l'antenne fouet d'une radio publique ou l'antenne d'un pylône de radiodiffusion AM.

Pour les antennes dont la longueur est inférieure à la moitié de la longueur d'onde du rayonnement qu'elles émettent (c'est-à-dire les antennes électromagnétiques "courtes"), les limites régionales éloignées et proches sont mesurées en fonction d'un simple rapport entre la distance r de la source rayonnante et la longueur d'onde. λ du rayonnement. Pour une telle antenne, le champ proche est la région comprise dans un rayon r ≪ λ, tandis que le champ lointain est la région pour laquelle r ≫ 2 λ. La zone de transition est la région comprise entre r = λ et r = 2 λ .
La longueur de l'antenne, D, n'est pas importante et l'approximation est la même pour toutes les antennes courtes (parfois idéalisées en tant qu'"antennes ponctuelles"). Dans toutes ces antennes, la faible longueur signifie que les charges et les courants dans chaque sous-section de l'antenne sont les mêmes à tout moment, puisque l'antenne est trop courte pour que la tension de l'émetteur RF s'inverse avant que ses effets sur les charges et les courants ne se fassent sentir sur toute la longueur de l'antenne.

#### Antennes électromagnétiquement longues
Pour les antennes dont la taille physique est supérieure à une demi-longueur d'onde du rayonnement qu'elles émettent, les champs proche et lointain sont définis en termes de distance de Fraunhofer. Nommée d'après Joseph von Fraunhofer, la formule suivante donne la distance de Fraunhofer :
{\displaystyle d_{\text{F}}\;=\;{\frac {2D^{2}}{\lambda }}\,,}
où D est la plus grande dimension de l'élément rayonnant (ou le diamètre de l'antenne) et λ est la longueur d'onde de l'onde radio. L'une ou l'autre des deux relations suivantes est équivalente, mettant l'accent sur la taille de la région en termes de longueurs d'onde λ ou de diamètre D :
{\displaystyle d_{\text{F}}\;=\;2{\left({D \over \lambda }\right)}^{2}\lambda \;=\;2{\left({D \over \lambda }\right)}D}
Cette distance constitue la limite entre le champ proche et le champ lointain. Le paramètre D correspond à la longueur physique d'une antenne ou au diamètre d'une antenne à réflecteur ("parabole").
Le fait d'avoir une antenne électromagnétiquement plus longue que la moitié de la longueur d'onde dominante émise étend considérablement les effets du champ proche, en particulier ceux des antennes focalisées. Inversement, lorsqu'une antenne émet un rayonnement à haute fréquence, la région de champ proche est plus étendue que ce que laisserait supposer une fréquence plus basse (c'est-à-dire une longueur d'onde plus grande).
En outre, la distance dF d'une région de champ lointain doit satisfaire à ces deux conditions.
{\displaystyle d_{\text{F}}\gg D\,}
{\displaystyle d_{\text{F}}\gg \lambda \,}
où D est la plus grande dimension linéaire physique de l'antenne et dF la distance de champ lointain. La distance de champ lointain est la distance entre l'antenne émettrice et le début de la région de Fraunhofer, ou champ lointain.

#### Zone de transition
La zone de transition entre ces régions de champ proche et de champ lointain, qui s'étend sur une distance d'une à deux longueurs d'onde de l'antenne, est la région intermédiaire dans laquelle les effets de champ proche et de champ lointain sont tous deux importants. Dans cette région, le comportement en champ proche s'éteint et cesse d'être important, laissant les effets de champ lointain comme interactions dominantes. (Voir l'image "Champ lointain" ci-dessus.)

### Régions selon le comportement de diffraction

Régions de champ proche et lointain pour une antenne plus grande (diamètre ou longueur D) que la longueur d'onde du rayonnement qu'elle émet, de sorte que D/λ ≫ 1. Des exemples sont les antennes radar, les antennes paraboliques, les radiotélescopes et autres antennes hautement directionnelles.

#### Diffraction en champ lointain
En ce qui concerne l'onde acoustique sources sont concernées, si la source a une dimension globale maximale ou une largeur d'ouverture (D) qui est grande par rapport à la longueur d'onde λ, la région du champ lointain est généralement considérée comme existant à distances, lorsque le paramètre de Fresnel {\displaystyle S} est supérieur à 1 :
{\displaystyle S={4\lambda  \over D^{2}}r>1,{\text{ for }}r>r_{\text{F}}={D^{2} \over 4\lambda }.}
Pour un faisceau focalisé à l'infini, la région du champ lointain est parfois appelée « "Région de Fraunhofer". D'autres synonymes sont « champ lointain », « zone lointaine » et « champ de rayonnement ». Tout rayonnement électromagnétique est constitué d'une composante de champ électrique E et d'une composante de champ magnétique H . Dans le champ lointain, la relation entre la composante du champ électrique E et la composante magnétique H est la caractéristique de toute onde se propageant librement., où E et H ont des magnitudes égaux en tout point de l'espace (là où mesuré en unités où [[vitesse de la lumière|c]] = 1).

#### Diffraction en champ proche
Contrairement au champ lointain, le motif de diffraction dans le champ proche diffère généralement de manière significative de celui observé à l'infini et varie avec la distance de la source. En champ proche, la relation entre E et H devient très complexe. De plus, contrairement au champ lointain où les ondes électromagnétiques sont généralement caractérisées par un seul type de polarisation (horizontale, verticale, circulaire ou elliptique), les quatre types de polarisation peuvent être présents dans le champ proche. Le champ proche est une région dans laquelle il existe de forts effets inductifs et capacitifs dus aux courants et aux charges dans l'antenne qui provoquent des composants électromagnétiques qui ne se comportent pas comme un champ lointain. radiation. Ces effets diminuent en puissance beaucoup plus rapidement avec la distance que les effets des rayonnements en champ lointain. Les champs non propagés (ou évanescents) s'éteignent très rapidement avec la distance, ce qui fait que leurs effets se font presque exclusivement sentir dans la région du champ proche. Aussi, dans la partie du champ proche la plus proche de l'antenne (appelée « champ proche réactif », voir ci-dessous), absorption de la puissance électromagnétique dans la région par un deuxième appareil a des effets qui se répercutent sur l'émetteur, augmentant la charge sur l'émetteur qui alimente l'antenne en diminuant l'impédance de l'antenne que l'émetteur "voit". Ainsi, l'émetteur peut détecter quand de l'énergie est absorbée dans la zone de champ proche la plus proche (par une deuxième antenne ou un autre objet) et est obligé de fournir une puissance supplémentaire à son antenne et de tirer une puissance supplémentaire de sa propre alimentation, alors que si aucune puissance n’y est absorbée, l’émetteur n’a pas besoin de fournir de puissance supplémentaire.

## Caractéristiques du champ proche

Différences entre diffraction de Fraunhofer et diffraction de Fresnel.

Le champ proche lui-même est divisé en champ proche « réactif » et le champ proche « radiant ». Les désignations « réactif » et « radiant » en champ proche sont également fonction de la longueur d'onde (ou de la distance). Cependant, ces régions limites ne représentent qu’une fraction d’une longueur d’onde dans le champ proche. La limite extérieure de la région réactive du champ proche est généralement considérée comme étant une distance de {\textstyle {\frac {1}{2\pi }}} fois la longueur d'onde (c'est-à-dire {\textstyle {\frac {\lambda }{2\pi }}} ou environ 0.159λ) de la surface de l'antenne. Le champ proche réactif est également appelé champ proche « inductif ». Le champ proche radiant (également appelé « région de Fresnel ») couvre le reste de la région du champ proche, de {\textstyle {\frac {\lambda }{2\pi }}} jusqu'à la distance Fraunhofer.

### Champ proche réactif, ou partie la plus proche du champ proche
Dans le champ proche réactif (très proche de l'antenne), la relation entre les intensités des champs E et H est souvent trop compliquée pour être facilement prévisible et s'avère difficile à mesurer. L'une ou l'autre composante du champ (E ou H) peut dominer en un point, alors que la relation opposée domine en un point situé à une courte distance. Il est donc difficile de trouver la véritable densité de puissance dans cette région. En effet, pour calculer la puissance, il faut non seulement mesurer E et H, mais aussi connaître la phase entre E et H ainsi que l'angle entre les deux vecteurs en tout point de l'espace.
Dans cette région réactive, non seulement une onde électromagnétique est rayonnée vers l'extérieur dans l'espace lointain, mais le champ électromagnétique comporte une composante réactive, ce qui signifie que l'intensité, la direction et la phase des champs électriques et magnétiques autour de l'antenne sont sensibles à l'absorption et à la réémission électromagnétiques dans cette région et y répondent. En revanche, l'absorption loin de l'antenne a un effet négligeable sur les champs proches de l'antenne et ne provoque pas de réaction en retour dans l'émetteur.
Très près de l'antenne, dans la région réactive, l'énergie d'une certaine quantité, si elle n'est pas absorbée par un récepteur, est retenue et stockée très près de la surface de l'antenne. Cette énergie est transportée de l'antenne au champ proche réactif par un rayonnement électromagnétique du type qui modifie lentement les effets électrostatiques et magnétostatiques. Par exemple, le courant circulant dans l'antenne crée une composante purement magnétique dans le champ proche, qui s'effondre ensuite lorsque le courant de l'antenne commence à s'inverser, provoquant le transfert de l'énergie magnétique du champ vers les électrons de l'antenne lorsque le champ magnétique changeant provoque un effet d'auto-induction sur l'antenne qui l'a généré. L'énergie est ainsi restituée à l'antenne de manière régénérative, de sorte qu'elle n'est pas perdue. Un processus similaire se produit lorsque la charge électrique s'accumule dans une section de l'antenne sous la pression de la tension du signal et provoque un champ électrique local autour de cette section de l'antenne, en raison de la capacité propre de l'antenne. Lorsque le signal s'inverse et que la charge est à nouveau autorisée à s'écouler de cette région, le champ électrique accumulé contribue à repousser les électrons dans la nouvelle direction de leur flux, comme pour la décharge de tout condensateur unipolaire. L'énergie est alors à nouveau transférée au courant de l'antenne.
En raison de cet effet de stockage et de retour de l'énergie, si l'un des effets inductifs ou électrostatiques dans le champ proche réactif transfère de l'énergie du champ aux électrons d'un conducteur différent (à proximité), cette énergie est perdue pour l'antenne primaire. Lorsque cela se produit, un drain supplémentaire est observé sur l'émetteur, résultant de l'énergie du champ proche réactif qui n'est pas renvoyée. Cet effet se traduit par une impédance différente dans l'antenne, telle qu'elle est perçue par l'émetteur.
La composante réactive du champ proche peut donner des résultats ambigus ou indéterminés lorsque l'on tente d'effectuer des mesures dans cette région. Dans d'autres régions, la densité de puissance est inversement proportionnelle au carré de la distance de l'antenne. Dans le voisinage très proche de l'antenne, cependant, le niveau d'énergie peut augmenter de façon spectaculaire avec une faible diminution de la distance par rapport à l'antenne. Cette énergie peut avoir des effets néfastes sur les êtres humains et les équipements de mesure en raison des puissances élevées impliquées.

### Champ proche radiant (région de Fresnel), ou partie la plus éloignée du champ proche
Le champ proche radiant (parfois appelé "région de Fresnel") ne contient pas de composante de champ réactif provenant de l'antenne source, car il est suffisamment éloigné de l'antenne pour que le rétro-couplage des champs soit déphasé par rapport au signal de l'antenne, et ne peut donc pas renvoyer efficacement l'énergie inductive ou capacitive des courants ou des charges de l'antenne. L'énergie dans le champ proche radiatif est donc entièrement de l'énergie radiante, bien que son mélange de composantes magnétiques et électriques soit encore différent du champ lointain. Plus loin dans le champ proche radiatif (d'une demi-longueur d'onde à une longueur d'onde de la source), la relation entre E et H est plus prévisible, mais reste complexe. Toutefois, comme le champ proche radiant fait toujours partie du champ proche, des conditions imprévues (ou défavorables) peuvent survenir.
Par exemple, des objets métalliques tels que des poutres en acier peuvent servir d'antennes en recevant par induction puis en "réémettant" une partie de l'énergie dans le champ proche radiatif, formant ainsi une nouvelle surface rayonnante à prendre en considération. En fonction des caractéristiques et des fréquences de l'antenne, ce couplage peut être beaucoup plus efficace que la simple réception de l'antenne dans le champ lointain encore plus éloigné, de sorte qu'une puissance beaucoup plus importante peut être transférée à l'"antenne" secondaire dans cette région que ce ne serait le cas avec une antenne plus éloignée. Lorsqu'une surface d'antenne rayonnante secondaire est ainsi activée, elle crée alors ses propres régions de champ proche, mais les mêmes conditions s'y appliquent.

### Par rapport au champ lointain
Le champ proche a la particularité de reproduire les effets classiques de l'induction électromagnétique et de la charge électrique sur le champ électromagnétique, effets qui s'estompent avec l'augmentation de la distance de l'antenne : la composante du champ magnétique qui est en quadrature de phase avec les champs électriques est proportionnelle à l'inverse du cube de la distance ({\displaystyle 1/r^{3}}) et l'intensité du champ électrique est proportionnelle à l'inverse du carré de la distance ({\displaystyle 1/r^{2}}). Cette chute est beaucoup plus rapide que les champs lointains rayonnés classiques (E et B), qui sont proportionnels au simple inverse de la distance ({\displaystyle 1/r}). En général, les effets de champ proche ne sont pas importants à plus de quelques longueurs d'onde de l'antenne.
Les effets de champ proche plus éloignés impliquent également des effets de transfert d'énergie qui se couplent directement aux récepteurs proches de l'antenne, affectant la puissance de sortie de l'émetteur s'ils se couplent, mais pas autrement. Dans un sens, le champ proche offre de l'énergie qui est disponible pour un récepteur em si l'énergie est exploitée, et ceci est détecté par l'émetteur en répondant aux champs électromagnétiques proches émanant du récepteur. Là encore, il s'agit du même principe que celui qui s'applique aux dispositifs à couplage par induction, tels qu'un transformateur, qui consomme plus d'énergie au niveau du circuit primaire si de l'énergie est prélevée sur le circuit secondaire. Il en va différemment du champ lointain, qui tire constamment la même énergie de l'émetteur, qu'elle soit immédiatement reçue ou non.
L'amplitude d'autres composantes (non radiantes/non dipolaires) du champ électromagnétique à proximité de l'antenne peut être très puissante, mais, en raison d'une chute plus rapide avec la distance que le comportement {\displaystyle 1/r}, elles ne rayonnent pas d'énergie à des distances infinies. Au lieu de cela, leurs énergies restent piégées dans la région proche de l'antenne, ne tirant pas d'énergie de l'émetteur à moins qu'elles n'excitent un récepteur dans la zone proche de l'antenne. Ainsi, les champs proches ne transfèrent de l'énergie qu'à des récepteurs très proches et, lorsqu'ils le font, le résultat se traduit par une consommation d'énergie supplémentaire dans l'émetteur. À titre d'exemple, l'énergie est transférée dans l'espace dans un transformateur commun ou un détecteur de métaux au moyen de phénomènes de champ proche (dans ce cas, un couplage inductif), dans un effet à courte portée (c'est-à-dire dans la limite d'une longueur d'onde du signal).

## Modélisation classique des champs électromagnétiques

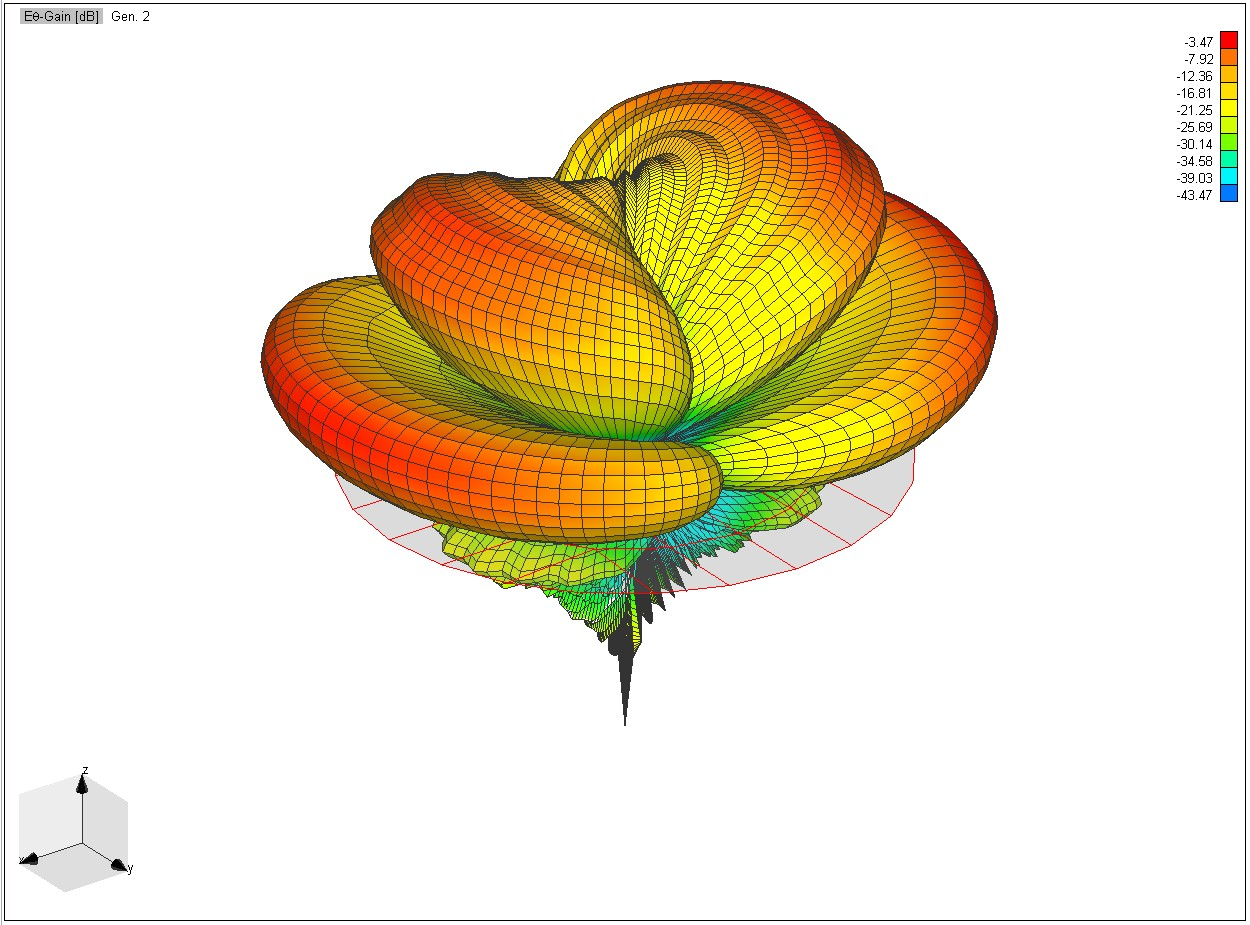
Un diagramme de rayonnement en 3D pour une antenne sabre, montrant par définition uniquement le champ lointain.

La résolution des équations de Maxwell pour le champ électrique et le champ magnétique d'une source oscillante localisée, telle qu'une antenne, entourée d'un matériau homogène (typiquement le vide ou l'air), donne des champs qui, au loin, décroissent proportionnellement à {\displaystyle 1/r} où r est la distance par rapport à la source. Ce sont les champs rayonnants, et la région où r est suffisamment grande pour que ces champs dominent est le champ lointain.
En général, les champs d'une source dans un milieu homogène, isotrope peuvent s'écrire sous la forme d'un développement multipolaire. Les termes de ce développement sont des harmoniques sphériques (qui donnent la dépendance angulaire) multipliés par des fonctions de Bessel sphériques (qui donnent la dépendance radiale). Pour les grandes valeurs de r, les fonctions de Bessel sphériques décroissent comme {\displaystyle 1/r}, ce qui donne le champ rayonné ci-dessus. Au fur et à mesure que l'on se rapproche de la source (r plus petit), en s'approchant du champ proche, d'autres puissances de r deviennent significatives.
Le terme suivant qui devient significatif est proportionnel à {\displaystyle 1/r^{2}} et est parfois appelé le terme d'induction. On peut considérer qu'il s'agit principalement de l'énergie magnétique stockée dans le champ et renvoyée à l'antenne à chaque demi-cycle, par auto-induction. Pour des r encore plus petits, des termes proportionnels à {\displaystyle 1/r^{3}} deviennent significatifs ; ceci est parfois appelé le terme de champ électrostatique et peut être considéré comme provenant de la charge électrique dans l'élément d'antenne.
Très proche de la source, le développement multipolaire est moins utile (trop de termes sont nécessaires pour une description précise des champs). Au contraire, dans le champ proche, il est parfois utile d'exprimer les contributions comme une somme de champs rayonnants combinés à des champs évanescents, où ces derniers décroissent exponentiellement avec r. Et dans la source elle-même, ou dès que l'on entre dans une région de matériaux inhomogènes, l'expansion multipolaire n'est plus valide et la solution complète des équations de Maxwell est généralement requise.

### Antennes
Si un courant électrique oscillant est appliqué à une structure conductrice d'un certain type, des champs électriques et magnétiques apparaissent dans l'espace autour de cette structure. Si ces champs se perdent dans une onde spatiale qui se propage, la structure est souvent appelée antenne. Une telle antenne peut être un assemblage de conducteurs dans l'espace, typique des dispositifs radio, ou une ouverture avec une distribution de courant donnée rayonnant dans l'espace, comme c'est le cas pour les micro-ondes ou les dispositifs optiques. Les valeurs réelles des champs dans l'espace autour de l'antenne sont généralement assez complexes et peuvent varier en fonction de la distance par rapport à l'antenne de diverses manières.
Toutefois, dans de nombreuses applications pratiques, on ne s'intéresse qu'aux effets lorsque la distance entre l'antenne et l'observateur est très supérieure à la plus grande dimension de l'antenne émettrice. Les équations décrivant les champs créés autour de l'antenne peuvent être simplifiées en supposant une grande séparation et en supprimant tous les termes qui ne contribuent que faiblement au champ final. Ces distributions simplifiées sont appelées "champ lointain" et ont généralement la propriété que la distribution angulaire de l'énergie ne change pas avec la distance, bien que les niveaux d'énergie varient toujours avec la distance et le temps. Une telle distribution angulaire de l'énergie est généralement appelée diagramme d'antenne.
Il convient de noter que, selon le principe de réciprocité, le diagramme observé lorsqu'une antenne particulière émet est identique au diagramme mesuré lorsque la même antenne est utilisée pour la réception. En général, on trouve des relations simples décrivant les diagrammes de champ lointain de l'antenne, impliquant souvent des fonctions trigonométriques ou, au pire, des relations de transformée de Fourier ou de transformation de Hankel entre les distributions de courant de l'antenne et les diagrammes de champ lointain observés. Si les simplifications du champ lointain sont très utiles dans les calculs techniques, cela ne signifie pas que les fonctions de champ proche ne peuvent pas être calculées, en particulier à l'aide des techniques informatiques modernes. Un examen de la façon dont les champs proches se forment autour d'une structure d'antenne peut donner une bonne idée du fonctionnement de ces dispositifs.

### Impédance
Le champ électromagnétique dans la région du champ lointain d'une antenne est indépendant des détails du champ proche et de la nature de l'antenne. L'impédance d'onde est le rapport entre l'intensité du champ électrique et celle du champ magnétique qui, dans le champ lointain, sont en phase l'un avec l'autre. Ainsi, l'"impédance de l'espace libre" en champ lointain est résistive et est donnée par :
{\displaystyle Z_{0}\mathrel {\overset {\underset {\mathrm {def} }{}}{=}} {\sqrt {{\frac {\mu _{0}}{\,\varepsilon _{0}\,}}\;}}=\mu _{0}c_{0}={\frac {1}{\,\varepsilon _{0}c_{0}\,}}~.}
Avec l'approximation habituelle de la vitesse de la lumière dans l'espace libre c0 ≈ 2.9979 × 108 m/s, on obtient l'expression fréquemment utilisée :
{\displaystyle Z_{0}\approx \pi \,119.92\ {\mathsf {\Omega }}\approx \pi \,120\ {\mathsf {\Omega }}\approx 377\ {\mathsf {\Omega }}~}
Le champ électromagnétique dans la région du champ proche d'une antenne à bobine électriquement petite est principalement magnétique. Pour de petites valeurs de r/ λ  , l'impédance d'une boucle magnétique est faible et inductive, à courte distance étant asymptotique à :
{\displaystyle |Z_{\mathsf {W}}|\approx \pi ^{2}\,240\ {\mathsf {\Omega }}\,{\frac {r}{\,\lambda \,}}\approx 2\,370\ {\mathsf {\Omega }}\,{\frac {r}{\,\lambda \,}}~.}
Le champ électromagnétique dans la région du champ proche d'une antenne à brin électriquement courte est principalement électrique. Pour de petites valeurs de r/ λ  , l'impédance est élevée et capacitive ; à courte distance, elle est asymptotique à :
{\displaystyle |Z_{\mathsf {W}}|\approx 60\ {\mathsf {\Omega }}\,{\frac {\,\lambda \,}{r}}~.}
Dans les deux cas, l'impédance d'onde converge vers celle de l'espace libre à mesure que l'on s'approche du champ lointain.

### Domaine public
- Cet article incorpore des éléments présents dans le domaine public provenant de la norme fédérale américaine 1037c. Administration des services généraux. (en soutien à la norme (en) MIL-STD-188)
- Cet article incorpore des éléments présents dans le domaine public provenant de sites web ou de documents du gouvernement des États-Unis. Occupational Safety and Health Administration (Administration de la sécurité et de la santé au travail).

## Exemples de brevets sur le thème
- George F. Leydorf, (en) Brevet U.S. 3278937, Antenna near field coupling system. 1966.
- Grossi et al., (en) Brevet U.S. 3445844, Trapped Electromagnetic Radiation Communication System. 1969.
- (en) Brevet U.S. 3461453, Reducing-Noise With Dual-Mode Antenna. 1969.
- Coffin et al., (en) Brevet U.S. 3662389, Determination of Far Field Antenna Patterns Using Fresnel Probe Measurements. 1972.
- Hansen et al., (en) Brevet U.S. 3879733, Method and Apparatus for Determining Near-Field Antenna Patterns. 1975
- Wolff et al.,(en) Brevet U.S. 5459405, Method and apparatus for sensing proximity of an object using near-field effects